# Конвой Палау — Рабаул (16.04.43 — 24.04.43)
Конвой Палау — Рабаул (16.04.43 — 24.04.43) — японський конвой часів Другої світової війни, проведення якого відбувалось у квітні 1943 року.
Конвой сформували у важливому транспортному хабі Палау (західна частина Каролінського архіпелагу), а місцем призначення був Рабаул — головна база в архіпелазі Бісмарка, з якої японці провадили операції на Соломонових островах та сході Нової Гвінеї. До складу конвою увійшли транспорти «Тейкай-Мару», «Нісшун-Мару», «Курамасан-Мару», «Ніккі-Мару» та «Баншу-Мару № 3». Ескорт складався з мисливця за підводними човнами CH-38.
16 квітня судна вийшли з Палау та попрямували на схід. Біля опівдня 18 квітня приблизно за 500 км на північний захід від острова Новий Ганновер підводний човен Drum торпедував та потопив «Нісшун-Мару». Загинуло 35 осіб, інших підібрав мисливець за підводними човнами CH-18, який повертався після проведення конвою з Рабаула на атол Трук (Чуук, важлива база на сході Каролінських островів).
22 квітня CH-18 доправив врятованих з «Нісшун-Мару» до Рабаула, а 24 квітня сюди прибув весь конвой.